# Black Rain (film)
Black Rain is een Amerikaanse misdaad-actiefilm uit 1989, geregisseerd door Ridley Scott. De productie werd genomineerd voor de Oscar voor beste geluid en die voor beste geluidseffecten.

## Verhaal
Twee New Yorkse politieagenten, Nick Conklin en Charlie Vincent, zijn getuigen van een Japanse maffia-afrekening in de Verenigde Staten. Een van de moordenaars, Sato, wordt door de politieagenten gearresteerd en wordt door hen naar Japan vergezeld. Zodra ze daar aankomen, weet de crimineel te ontsnappen. Doordat ze voor hem verantwoordelijk zijn, proberen de twee agenten de crimineel terug te vangen, wat hen dwingt meer en meer te penetreren in de kringen van de lokale maffia.
Op het meest onverwachte moment, wordt een van de New Yorkse politieagenten door Sato en zijn motorfietsbende vermoord. Dan realiseert zijn partner Nick zich dat als hij succes wil hebben in zijn missie, hij dezelfde methoden als de Japanse criminelen moet gaan hanteren.

## Rolverdeling
| Acteur              | Personage |
| ------------------- | --------- |
| Michael Douglas     | Nick      |
| Andy García         | Charlie   |
| Ken Takakura        | Masahiro  |
| Kate Capshaw        | Joyce     |
| Yusaku Matsuda      | Sato      |
| Shigeru Kôyama      | Ohashi    |
| John Spencer        | Oliver    |
| Guts Ishimatsu      | Katayama  |
| Yûya Uchida         | Nashida   |
| Tomisaburo Wakayama | Sugai     |
| Miyuki Ono          | Miyuki    |
| Luis Guzmán         | Frankie   |
| John Costelloe      | The Kid   |
| Stephen Root        | Berg      |
| Richard Riehle      | Crown     |
| Jun Kunimura        | Yashimoto |

## Muziek
De filmmuziek werd gecomponeerd door Hans Zimmer en uitgebracht op een soundtrack door Virgin Records. Op het album staan ook tracks van Iggy Pop, UB40 en Soul II Soul.